# 3. století př. n. l.
3. století před naším letopočtem je období od roku 300 př. n. l. do roku 201 př. n. l.

## Významné události

Hanibalova armáda překonávající Rhônu

- 298 př. n. l. vypukla třetí samnitská válka.
- 298 př. n. l. se Bindusára stal druhým panovníkem Maurjovské říše.
- 295 př. n. l. porazili Římané Samnity a Galy v bitvě u Sentina.
- 294 př. n. l. se Démétrios I. Poliorkétés stal makedonským králem.
- 281 př. n. l. byl zavražděn zakladatel seleukovské říše, Seleukos I. Níkátór. Jeho nástupcem se stal jeho syn Antiochos I. Sótér.
- 280 př. n. l. byla dokončena stavba majáku na ostrově Faru.
- cca 280 př. n. l. byl založen Achajský spolek.
- 279 př. n. l. zvítězil makedonský král Pyrrhos nad Římany v bitvě u Auscula, avšak byl donucen k ústupu, což se promítlo do slovního spojení Pyrrhovo vítězství.
- 264 – 241 př. n. l. proběhla první punská válka, po níž Římané získali Sicílii.
- 218 – 201 př. n. l. porazila Římská republika Kartágo v druhé punské válce.
- 2. srpna 216 př. n. l. rozdrtil Hannibal Římany v bitvě u Kann.
- 10. září 210 př. n. l. zemřel první císař sjednocené Číny Čchin Š’-chuang-ti.
- 205 př. n. l. skončila první makedonská válka.

## Významné osobnosti

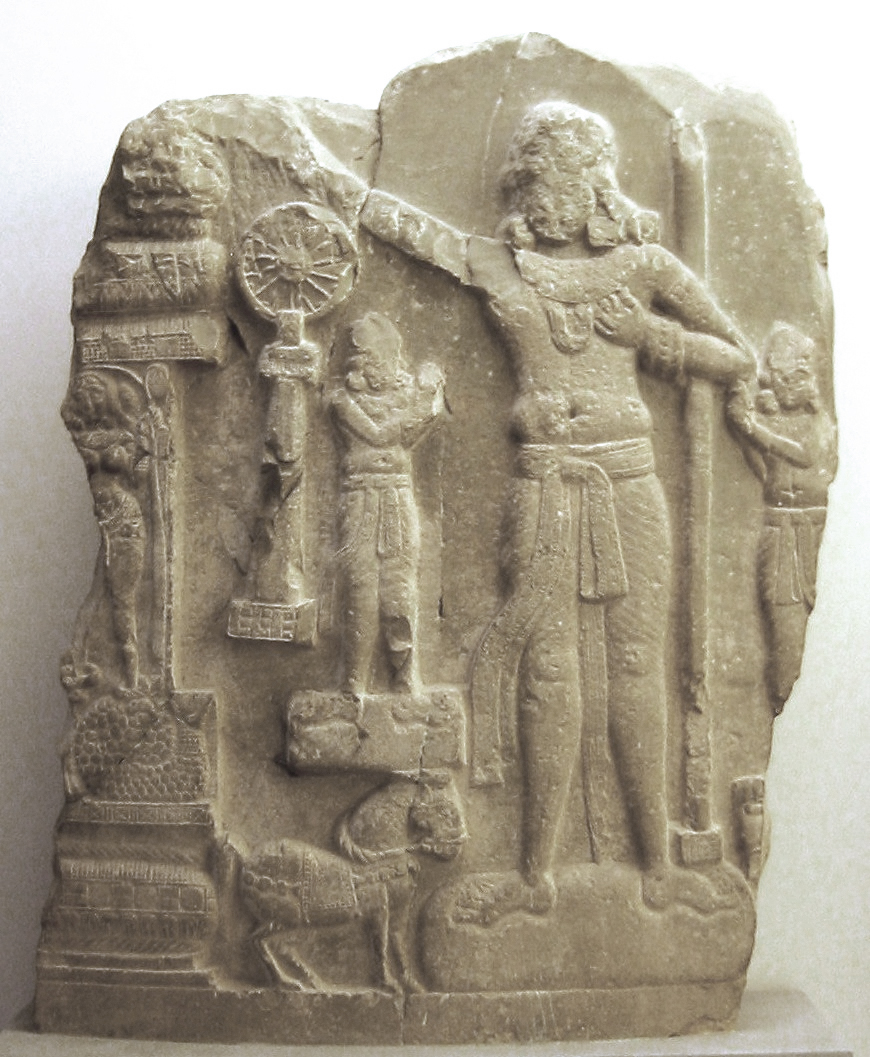
Ašóka

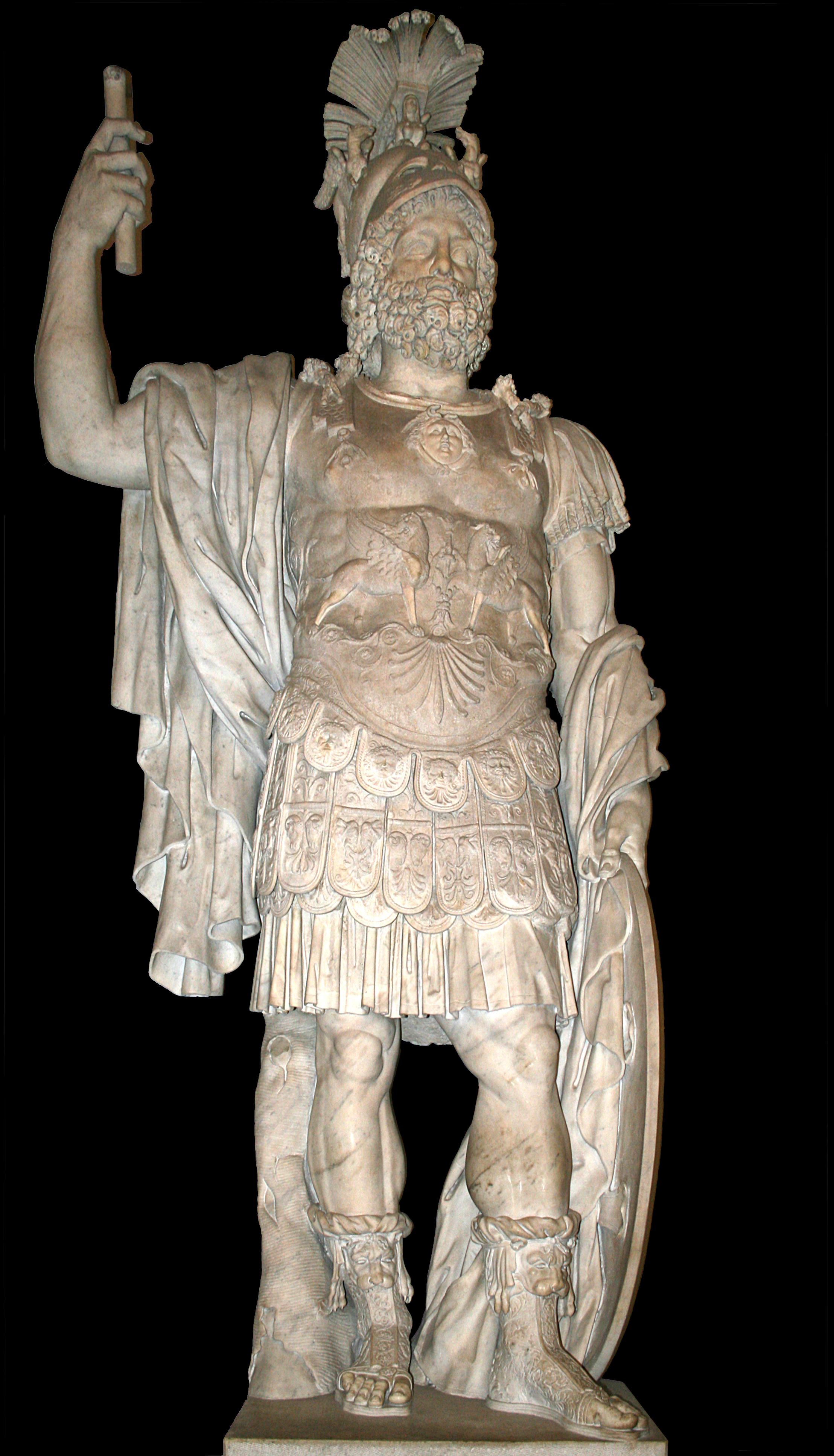
Pyrrhos I. Épeirský

- Archimédés (287 – 212 př. n. l.) – řecký matematik, fyzik, filozof, vynálezce a astronom
- Aristarchos ze Samu (cca 310 – 230 př. n. l.) – řecký matematik a astronom
- Arsinoé II. (316 – 270 př. n. l.) – královna Thrákie a Makedonie a spoluvládkyně Egypta
- Ašóka (cca 304 – 232 př. n. l.) – vládce Maurjovské říše
- Cato starší (234 – 149 př. n. l. – římský spisovatel, voják a politik
- Čchin Š’-chuang-ti (260 – cca 210 př. n. l.) – čínský vládce a zakladatel Dynastie Čchin
- Čchü Jüan (cca 340 – cca 278 př. n. l.) – čínský básník
- Epikúros (341 – 270 př. n. l.) – řecký filozof
- Eratosthenés z Kyrény (276/272 – 194 př. n. l.) – řecký matematik, geograf a astronom
- Eukleidés (cca 325 – cca 260 př. n. l.) – řecký matematik
- Hannibal (247 – 183 př. n. l.) – kartaginský generál
- Kao-cu (256 – 195 př. n. l.) – zakladatel a první císař dynastie Chan
- Massinissa (238 – 148 př. n. l.) – král Numidie
- Plautus – římský dramatik
- Ptolemaios I. Sótér (367 – 283 př. n. l.) – makedonský generál a vládce Egypta
- Pyrrhón z Élidy (cca 360 – cca 260 př. n. l.) – řecký filozof
- Pyrrhos (cca 319 – 272 př. n. l.) – makedonský král
- Scipio Africanus (236 – 183 př. n. l.) – římský vojevůdce a politik
- Zénón z Kitia – (cca 333 – 262 př. n. l.) – řecký filozof